# Falcon Rising
Falcon Rising ist ein US-amerikanischer Actionthriller aus dem Jahr 2014 mit Michael Jai White in der Hauptrolle. Es handelt sich hier um eine Low-Budget-Produktion des Regisseurs Ernie Barbarash. Der Film wurde in mehreren Ländern auch in den Kinos gezeigt.

## Handlung
Der ehemalige US-Marine John Chapman, genannt Falcon, erledigte einst tödliche Aufträge für die U.S. Marines. Doch als er erfährt, dass seine Schwester in den Favelas in Brasilien einem brutalen Verbrechen zum Opfer gefallen ist, taucht er unter, um die dafür Verantwortlichen aufzuspüren.
Seine Spur führt ihn nach Rio de Janeiro. Dort gerät er in den Slums in Kämpfe mit korrupten Polizisten, gefährlichen Drogendealern und brutalen Yakuza. John wird zum unaufhaltsamen Rächer, den niemand stoppen kann.

## Hintergrund
Der Film wurde hauptsächlich in den USA gedreht und produziert. Für die Stadt Rio de Janeiro wurden die Drehorte La Perla und San Juan in Puerto Rico verwendet. Das Budget des Films wird auf ca. 4,5 Millionen US-Dollar geschätzt. Der Film machte einen Gewinn von 11.774,00 US-Dollar an den US Kinokassen und 267.476,00 US-Dollar weltweit. Kritiker lobten den Film für eine gute Kampfchoreographie, bemängelten allerdings die an den Haaren herbeigezogene Story. Der Film kam in Europa nicht in die Kinos, dafür aber in Asien und den meisten Teilen von Nordamerika. Kinostart war am 27. November 2014 in Kuwait.